# Primera División de Andorra 2019-20
La Primera División de Andorra 2019-20 (en catalán: Primera Divisió d'Andorra 2019-20), oficialmente y por motivos de patrocinio Lliga Multisegur Assegurances, fue la 25ta edición del campeonato de la máxima categoría de fútbol del Principado de Andorra. Fue organizada por la Federación Andorrana de Fútbol y  disputada por 8 equipos.
El Inter Club d'Escaldes obtuvo el primer título de liga de su historia al ganar por 3-0 Sant Julià en la última fecha. Rompió así la racha de seis títulos consecutivos que traía el FC Santa Coloma. Ordino descendió a la Segunda División tras quedar último.

## Ascensos y descensos
| Pos. | Descendidos de 1.ª División |
| ---- | --------------------------- |
| 7.º  | Lusitanos                   |
| 8.º  | Encamp                      |

| Pos. | Ascendidos de 2.ª División |
| ---- | -------------------------- |
| 1.º  | Atlètic Club d'Escaldes    |
| 2.º  | Carroi                     |

## Sistema de competición
El campeonato constó de dos fases:
En la fase regular, los ocho equipos se enfrentaron entre sí bajo el sistema de todos contra todos a tres ruedas, completando un total de 21 fechas. Una vez finalizada dicha instancia, los cuatro equipos con mayor cantidad de puntos participaron de la Ronda por el campeonato, mientras que los cuatro restantes disputaron la Ronda por la permanencia. Todos los clubes comenzaron su participación en esta instancia con el puntaje final obtenido en la fase regular.
Los cuatro clubes que participaron de la Ronda por el campeonato volvieron a enfrentarse entre sí, todos contra todos, a una sola rueda. El equipo que acumuló más puntos entre las dos fases se consagró campeón y accedió a la ronda preliminar de la Liga de Campeones de la UEFA 2020-21. Asimismo, el subcampeón se clasificó para la ronda preliminar de la Liga Europa de la UEFA 2020-21. Un segundo puesto para la ronda preliminar de la Liga Europa de la UEFA 2020-21 fue asignado al campeón de la Copa Constitució 2020.
Por otro lado, los cuatro equipos participantes de la Ronda por la permanencia se enfrentaron entre sí, todos contra todos, a una sola rueda. Aquel que logró menor puntuación a lo largo de las dos fases descendió directamente a la Segunda División, mientras que el penúltimo disputó una promoción contra el subcampeón de dicha categoría.
En todas las fases, las clasificaciones se establecieron a partir de los puntos obtenidos en cada encuentro, otorgando tres por partido ganado, uno por empatado y ninguno en caso de derrota. En caso de igualdad de puntos entre dos o más equipos, se aplicaron, en el mencionado orden, los siguientes criterios de desempate:
1. Mayor cantidad de puntos en los partidos entre los equipos implicados;
2. Mejor diferencia de goles en los partidos entre los equipos implicados;
3. Mayor cantidad de goles a favor en los partidos entre los equipos implicados;
4. Mejor diferencia de goles en toda la temporada;
5. Mayor cantidad de goles a favor en toda la temporada.

## Equipos participantes
| Equipo                  | Ciudad                  |
| ----------------------- | ----------------------- |
| Atlètic Club d'Escaldes | Las Escaldas-Engordany  |
| Carroi                  | Santa Coloma de Andorra |
| Engordany               | Las Escaldas-Engordany  |
| Inter Club d'Escaldes   | Las Escaldas-Engordany  |
| Ordino                  | Ordino                  |
| Sant Julià              | San Julián de Loria     |
| FC Santa Coloma         | Santa Coloma de Andorra |
| UE Santa Coloma         | Santa Coloma de Andorra |

| \| Parroquia \| N.º \| Equipos \| \| ---------------------- \| --- \| ---------------------------------------------------------- \| \| Andorra la Vieja \| 3 \| Carroi, FC Santa Coloma y UE Santa Coloma \| \| Las Escaldas-Engordany \| 3 \| Atlètic Club d'Escaldes, Engordany y Inter Club d'Escaldes \| \| Ordino \| 1 \| Ordino \| \| San Julián de Loria \| 1 \| Sant Julià \| |     |                                                            |
| Parroquia | N.º | Equipos                                                    |
| Andorra la Vieja | 3   | Carroi, FC Santa Coloma y UE Santa Coloma                  |
| Las Escaldas-Engordany | 3   | Atlètic Club d'Escaldes, Engordany y Inter Club d'Escaldes |
| Ordino | 1   | Ordino                                                     |
| San Julián de Loria | 1   | Sant Julià                                                 |

## Fase regular

### Clasificación
| Pos. | Equipo                  | Pts. | PJ | G  | E | P  | GF | GC | Dif. | Clasificación 2019–20    |
| ---- | ----------------------- | ---- | -- | -- | - | -- | -- | -- | ---- | ------------------------ |
| 1    | Inter Club d'Escaldes   | 47   | 21 | 14 | 5 | 2  | 37 | 13 | +24  | Ronda por el campeonato  |
| 2    | FC Santa Coloma         | 44   | 21 | 13 | 5 | 3  | 43 | 11 | +32  | Ronda por el campeonato  |
| 3    | Sant Julià              | 36   | 21 | 11 | 3 | 7  | 26 | 23 | +3   | Ronda por el campeonato  |
| 4    | Engordany               | 35   | 21 | 10 | 5 | 6  | 33 | 26 | +7   | Ronda por el campeonato  |
| 5    | UE Santa Coloma         | 32   | 21 | 9  | 5 | 7  | 25 | 23 | +2   | Ronda por la permanencia |
| 6    | Atlètic Club d'Escaldes | 23   | 21 | 6  | 5 | 10 | 23 | 27 | −4   | Ronda por la permanencia |
| 7    | Ordino                  | 9    | 21 | 2  | 3 | 16 | 15 | 52 | −37  | Ronda por la permanencia |
| 8    | Carroi                  | 9    | 21 | 2  | 3 | 16 | 11 | 38 | −27  | Ronda por la permanencia |

Actualizado a los partidos jugados el 12 de julio de 2020.
 Fuente: FAF

### Evolución de la clasificación
| Jornada / Equipo        | 1   | 2   | 3   | 4   | 5   | 6   | 7   | 8   | 9   | 10  | 11  | 12  | 13  | 14  | 15  | 16  | 17  | 18  | 19  | 20  | 21  |
| Jornada / Equipo        |     |     |     |     |     |     |     |     |     |     |     |     |     |     |     |     |     |     |     |     |     |
| ----------------------- | --- | --- | --- | --- | --- | --- | --- | --- | --- | --- | --- | --- | --- | --- | --- | --- | --- | --- | --- | --- | --- |
| Inter Club d'Escaldes   | 2.° | 3.° | 3.° | 2.° | 1.° | 1.° | 1.° | 1.° | 1.° | 1.° | 2.° | 3.° | 1.° | 1.° | 1.° | 1.° | 1.° | 1.° | 1.° | 1.° | 1.° |
| FC Santa Coloma         | 3.° | 2.° | 2.° | 1.° | 2.° | 3.° | 2.° | 2.° | 2.° | 2.° | 1.° | 1.° | 2.° | 3.° | 2.° | 2.° | 2.° | 2.° | 2.° | 2.° | 2.° |
| Sant Julià              | 1.° | 1.° | 1.° | 3.° | 3.° | 2.° | 3.° | 5.° | 5.° | 5.° | 4.° | 4.° | 4.° | 4.° | 3.° | 3.° | 3.° | 4.° | 4.° | 3.° | 3.° |
| Engordany               | 8.° | 8.° | 7.° | 5.° | 5.° | 4.° | 5.° | 4.° | 3.° | 3.° | 3.° | 2.° | 3.° | 2.° | 4.° | 4.° | 4.° | 3.° | 3.° | 4.° | 4.° |
| UE Santa Coloma         | 5.° | 6.° | 6.° | 4.° | 4.° | 5.° | 4.° | 3.° | 4.° | 4.° | 5.° | 5.° | 5.° | 5.° | 5.° | 5.° | 5.° | 5.° | 5.° | 5.° | 5.° |
| Atlètic Club d'Escaldes | 6.° | 5.° | 5.° | 7.° | 7.° | 6.° | 6.° | 6.° | 6.° | 6.° | 6.° | 6.° | 6.° | 6.° | 6.° | 6.° | 6.° | 6.° | 6.° | 6.° | 6.° |
| Ordino                  | 4.° | 4.° | 4.° | 6.° | 6.° | 7.° | 7.° | 7.° | 7.° | 7.° | 7.° | 7.° | 8.° | 8.° | 8.° | 7.° | 7.° | 7.° | 7.° | 7.° | 7.° |
| Carroi                  | 7.° | 7.° | 7.° | 8.° | 8.° | 8.° | 8.° | 8.° | 8.° | 8.° | 8.° | 8.° | 7.° | 7.° | 7.° | 8.° | 8.° | 8.° | 8.° | 8.° | 8.° |

### Tabla de resultados cruzados
| Local \ Visitante       | ATL | CAR | ENG | INT | ORD | SJU | SFC | SUE |
| ----------------------- | --- | --- | --- | --- | --- | --- | --- | --- |
| Atlètic Club d'Escaldes | —   | 1–2 | 2–0 | 1–3 | 2–0 | 0–0 | 1–2 | 0–1 |
| Carroi                  | 0–0 | —   | 0–3 | 1–2 | 1–1 | 0–2 | 0–3 | 0–3 |
| Engordany               | 3–1 | 3–1 | —   | 1–1 | 3–1 | 2–5 | 1–1 | 1–1 |
| Inter Club d'Escaldes   | 1–2 | 2–0 | 2–0 | —   | 1–0 | 1–0 | 1–0 | 1–1 |
| Ordino                  | 1–1 | 2–2 | 1–2 | 0–5 | —   | 1–3 | 0–5 | 2–1 |
| Sant Julià              | 1–0 | 1–0 | 0–3 | 0–0 | 3–2 | —   | 0–3 | 3–0 |
| FC Santa Coloma         | 2–0 | 1–0 | 0–1 | 1–1 | 1–0 | 0–1 | —   | 2–0 |
| UE Santa Coloma         | 1–1 | 1–0 | 0–1 | 0–2 | 1–0 | 1–0 | 2–2 | —   |

| Local \ Visitante       | ATL | CAR | ENG | INT | ORD | SJU | SFC | SUE |
| ----------------------- | --- | --- | --- | --- | --- | --- | --- | --- |
| Atlètic Club d'Escaldes | —   | —   | 1–1 | 0–1 | 4–0 | —   | —   | 0–2 |
| Carroi                  | 1–2 | —   | 1–2 | —   | 1–2 | —   | —   | —   |
| Engordany               | —   | —   | —   | 2–3 | 3–1 | 0–1 | —   | 1–1 |
| Inter Club d'Escaldes   | —   | 2–0 | —   | —   | 5–0 | —   | 1–1 | 1–3 |
| Ordino                  | —   | —   | —   | —   | —   | 1–3 | 0–3 | 0–2 |
| Sant Julià              | 0–4 | 1–0 | —   | 0–1 | —   | —   | 1–1 | —   |
| FC Santa Coloma         | 5–0 | 4–0 | 2–0 | —   | —   | —   | —   | —   |
| UE Santa Coloma         | —   | 0–1 | —   | —   | —   | 3–1 | 1–4 | —   |

### Resultados
- Los horarios corresponden a la CET (Hora Central Europea) UTC+1 en horario estándar y UTC+2 en horario de verano.

#### Primera vuelta
| Engordany             | 2 - 5 | Sant Julià              | Centre d'Entrenament de la FAF 1 | 15 de septiembre | 12:00 |
| FC Santa Coloma       | 2 - 0 | Atlètic Club d'Escaldes | Centre d'Entrenament de la FAF 1 | 15 de septiembre | 14:00 |
| Ordino                | 2 - 1 | UE Santa Coloma         | Centre d'Entrenament de la FAF 1 | 15 de septiembre | 16:00 |
| Inter Club d'Escaldes | 2 - 0 | Carroi                  | Centre d'Entrenament de la FAF 1 | 15 de septiembre | 18:00 |

| UE Santa Coloma         | 2 - 2 | FC Santa Coloma       | Centre d'Entrenament de la FAF 1 | 22 de septiembre | 12:00 |
| Sant Julià              | 0 - 0 | Inter Club d'Escaldes | Centre d'Entrenament de la FAF 1 | 22 de septiembre | 14:00 |
| Atlètic Club d'Escaldes | 2 - 0 | Engordany             | Centre d'Entrenament de la FAF 1 | 22 de septiembre | 16:00 |
| Carroi                  | 1 - 1 | Ordino                | Centre d'Entrenament de la FAF 1 | 22 de septiembre | 18:00 |

| Inter Club d'Escaldes | 1 - 0 | Ordino                  | Centre d'Entrenament de la FAF 1 | 29 de septiembre | 12:00 |
| Engordany             | 1 - 1 | UE Santa Coloma         | Centre d'Entrenament de la FAF 1 | 29 de septiembre | 14:00 |
| FC Santa Coloma       | 1 - 0 | Carroi                  | Centre d'Entrenament de la FAF 1 | 29 de septiembre | 16:00 |
| Sant Julià            | 1 - 0 | Atlètic Club d'Escaldes | Centre d'Entrenament de la FAF 1 | 29 de septiembre | 18:00 |

| Atlètic Club d'Escaldes | 1 - 3 | Inter Club d'Escaldes | Centre d'Entrenament de la FAF 1 | 6 de octubre | 12:00 |
| Carroi                  | 0 - 3 | Engordany             | Centre d'Entrenament de la FAF 1 | 6 de octubre | 14:00 |
| UE Santa Coloma         | 1 - 0 | Sant Julià            | Centre d'Entrenament de la FAF 1 | 6 de octubre | 16:00 |
| Ordino                  | 0 - 5 | FC Santa Coloma       | Centre d'Entrenament de la FAF 1 | 6 de octubre | 18:00 |

| Sant Julià              | 1 - 0 | Carroi          | Centre d'Entrenament de la FAF 1 | 20 de octubre | 12:00 |
| Engordany               | 3 - 1 | Ordino          | Centre d'Entrenament de la FAF 1 | 20 de octubre | 14:00 |
| Inter Club d'Escaldes   | 1 - 0 | FC Santa Coloma | Centre d'Entrenament de la FAF 1 | 20 de octubre | 16:00 |
| Atlètic Club d'Escaldes | 0 - 1 | UE Santa Coloma | Centre d'Entrenament de la FAF 1 | 20 de octubre | 18:00 |

| Carroi                | 0 - 0 | Atlètic Club d'Escaldes | Centre d'Entrenament de la FAF 1 | 27 de octubre | 12:00 |
| Inter Club d'Escaldes | 1 - 1 | UE Santa Coloma         | Centre d'Entrenament de la FAF 1 | 27 de octubre | 14:00 |
| Ordino                | 1 - 3 | Sant Julià              | Centre d'Entrenament de la FAF 1 | 27 de octubre | 16:10 |
| FC Santa Coloma       | 0 - 1 | Engordany               | Centre d'Entrenament de la FAF 1 | 27 de octubre | 18:00 |

| UE Santa Coloma         | 1 - 0 | Carroi                | Centre d'Entrenament de la FAF 1 | 3 de noviembre | 12:00 |
| Atlètic Club d'Escaldes | 2 - 0 | Ordino                | Centre d'Entrenament de la FAF 1 | 3 de noviembre | 14:00 |
| Engordany               | 1 - 1 | Inter Club d'Escaldes | Centre d'Entrenament de la FAF 1 | 3 de noviembre | 16:05 |
| Sant Julià              | 0 - 3 | FC Santa Coloma       | Centre d'Entrenament de la FAF 1 | 3 de noviembre | 18:00 |

#### Segunda vuelta
| Atlètic Club d'Escaldes | 1 - 2 | FC Santa Coloma       | Centre d'Entrenament de la FAF 1 | 9 de noviembre  | 16:15 |
| Carroi                  | 1 - 2 | Inter Club d'Escaldes | Centre d'Entrenament de la FAF 1 | 9 de noviembre  | 18:15 |
| Sant Julià              | 0 - 3 | Engordany             | Centre d'Entrenament de la FAF 1 | 10 de noviembre | 12:00 |
| UE Santa Coloma         | 1 - 0 | Ordino                | Centre d'Entrenament de la FAF 1 | 10 de noviembre | 18:00 |

| FC Santa Coloma       | 2 - 0 | UE Santa Coloma         | Centre d'Entrenament de la FAF 1 | 24 de noviembre | 12:00 |
| Inter Club d'Escaldes | 1 - 0 | Sant Julià              | Centre d'Entrenament de la FAF 1 | 24 de noviembre | 14:06 |
| Engordany             | 3 - 1 | Atlètic Club d'Escaldes | Centre d'Entrenament de la FAF 1 | 24 de noviembre | 16:00 |
| Ordino                | 0 - 0 | Carroi                  | Centre d'Entrenament de la FAF 1 | 24 de noviembre | 18:00 |

| Ordino                  | 0 - 5 | Inter Club d'Escaldes | Centre d'Entrenament de la FAF 1 | 1 de diciembre | 12:00 |
| Carroi                  | 0 - 3 | FC Santa Coloma       | Centre d'Entrenament de la FAF 1 | 1 de diciembre | 14:00 |
| Atlètic Club d'Escaldes | 0 - 0 | Sant Julià            | Centre d'Entrenament de la FAF 1 | 1 de diciembre | 16:00 |
| UE Santa Coloma         | 0 - 1 | Engordany             | Centre d'Entrenament de la FAF 1 | 1 de diciembre | 18:00 |

| FC Santa Coloma       | 1 - 0 | Ordino                  | Centre d'Entrenament de la FAF 1 | 8 de diciembre | 12:05 |
| Sant Julià            | 3 - 0 | UE Santa Coloma         | Centre d'Entrenament de la FAF 1 | 8 de diciembre | 14:00 |
| Engordany             | 3 - 1 | Carroi                  | Centre d'Entrenament de la FAF 1 | 8 de diciembre | 16:10 |
| Inter Club d'Escaldes | 1 - 2 | Atlètic Club d'Escaldes | Centre d'Entrenament de la FAF 1 | 8 de diciembre | 18:00 |

| UE Santa Coloma | 1 - 1 | Atlètic Club d'Escaldes | Centre d'Entrenament de la FAF 1 | 15 de diciembre | 12:07 |
| Carroi          | 0 - 2 | Sant Julià              | Centre d'Entrenament de la FAF 1 | 15 de diciembre | 14:00 |
| FC Santa Coloma | 1 - 1 | Inter Club d'Escaldes   | Centre d'Entrenament de la FAF 1 | 15 de diciembre | 16:10 |
| Ordino          | 1 - 2 | Engordany               | Centre d'Entrenament de la FAF 1 | 15 de diciembre | 18:00 |

| Engordany               | 1 - 1 | FC Santa Coloma       | Centre d'Entrenament de la FAF 1 | 2 de febrero | 12:00 |
| Atlètic Club d'Escaldes | 1 - 2 | Carroi                | Centre d'Entrenament de la FAF 1 | 2 de febrero | 14:00 |
| Sant Julià              | 3 - 2 | Ordino                | Centre d'Entrenament de la FAF 1 | 2 de febrero | 16:00 |
| UE Santa Coloma         | 0 - 2 | Inter Club d'Escaldes | Centre d'Entrenament de la FAF 1 | 2 de febrero | 18:00 |

| Ordino                | 1 - 1 | Atlètic Club d'Escaldes | Centre d'Entrenament de la FAF 1 | 9 de febrero | 12:00 |
| Inter Club d'Escaldes | 2 - 0 | Engordany               | Centre d'Entrenament de la FAF 1 | 9 de febrero | 14:00 |
| Carroi                | 0 - 3 | UE Santa Coloma         | Centre d'Entrenament de la FAF 1 | 9 de febrero | 16:00 |
| FC Santa Coloma       | 0 - 1 | Sant Julià              | Centre d'Entrenament de la FAF 1 | 9 de febrero | 18:05 |

#### Tercera vuelta
| Engordany             | 0 - 1 | Sant Julià              | Centre d'Entrenament de la FAF 1 | 16 de febrero | 12:00 |
| Ordino                | 0 - 2 | UE Santa Coloma         | Centre d'Entrenament de la FAF 1 | 16 de febrero | 14:00 |
| FC Santa Coloma       | 5 - 0 | Atlètic Club d'Escaldes | Centre d'Entrenament de la FAF 1 | 16 de febrero | 16:00 |
| Inter Club d'Escaldes | 2 - 0 | Carroi                  | Centre d'Entrenament de la FAF 1 | 16 de febrero | 18:00 |

| Sant Julià              | 0 - 1 | Inter Club d'Escaldes | Centre d'Entrenament de la FAF 1 | 23 de febrero | 12:00 |
| UE Santa Coloma         | 1 - 4 | FC Santa Coloma       | Centre d'Entrenament de la FAF 1 | 23 de febrero | 14:00 |
| Carroi                  | 1 - 2 | Ordino                | Centre d'Entrenament de la FAF 1 | 23 de febrero | 16:00 |
| Atlètic Club d'Escaldes | 1 - 1 | Engordany             | Centre d'Entrenament de la FAF 1 | 4 de marzo    | 20:45 |

| FC Santa Coloma       | 4 - 0 | Carroi                  | Centre d'Entrenament de la FAF 1 | 1 de marzo | 12:00 |
| Inter Club d'Escaldes | 5 - 0 | Ordino                  | Centre d'Entrenament de la FAF 1 | 1 de marzo | 14:00 |
| Engordany             | 1 - 1 | UE Santa Coloma         | Centre d'Entrenament de la FAF 1 | 1 de marzo | 16:00 |
| Sant Julià            | 0 - 4 | Atlètic Club d'Escaldes | Centre d'Entrenament de la FAF 1 | 1 de marzo | 18:15 |

| Atlètic Club d'Escaldes | 0 - 1 | Inter Club d'Escaldes | Centre d'Entrenament de la FAF 1 | 8 de marzo | 12:00 |
| Carroi                  | 1 - 2 | Engordany             | Centre d'Entrenament de la FAF 1 | 8 de marzo | 14:00 |
| UE Santa Coloma         | 3 - 1 | Sant Julià            | Centre d'Entrenament de la FAF 1 | 8 de marzo | 16:00 |
| Ordino                  | 0 - 3 | FC Santa Coloma       | Centre d'Entrenament de la FAF 1 | 8 de marzo | 18:05 |

| Atlètic Club d'Escaldes | 0 - 2 | UE Santa Coloma | Estadio Nacional                 | 5 de julio | 11:00 |
| Sant Julià              | 1 - 0 | Carroi          | Centre d'Entrenament de la FAF 1 | 5 de julio | 11:00 |
| Engordany               | 3 - 1 | Ordino          | Centre d'Entrenament de la FAF 1 | 5 de julio | 16:30 |
| Inter Club d'Escaldes   | 1 - 1 | FC Santa Coloma | Centre d'Entrenament de la FAF 1 | 5 de julio | 20:30 |

| Inter Club d'Escaldes | 1 - 3 | UE Santa Coloma         | Centre d'Entrenament de la FAF 1 | 8 de julio | 20:30 |
| Ordino                | 1 - 3 | Sant Julià              | Estadio Nacional                 | 8 de julio | 20:30 |
| Carroi                | 1 - 2 | Atlètic Club d'Escaldes | Centre d'Entrenament de la FAF 1 | 9 de julio | 20:30 |
| FC Santa Coloma       | 2 - 0 | Engordany               | Estadio Nacional                 | 9 de julio | 20:30 |

| UE Santa Coloma         | 0 - 1 | Carroi                | Estadio Nacional                 | 12 de julio | 11:00 |
| Atlètic Club d'Escaldes | 4 - 0 | Ordino                | Centre d'Entrenament de la FAF 1 | 12 de julio | 11:00 |
| Sant Julià              | 1 - 1 | FC Santa Coloma       | Centre d'Entrenament de la FAF 1 | 12 de julio | 19:30 |
| Engordany               | 2 - 3 | Inter Club d'Escaldes | Estadio Nacional                 | 12 de julio | 19:30 |

## Ronda por el campeonato

### Clasificación
| Pos. | Equipo                    | Pts. | PJ | G  | E | P  | GF | GC | Dif. | Clasificación 2020–21                    |
| ---- | ------------------------- | ---- | -- | -- | - | -- | -- | -- | ---- | ---------------------------------------- |
| 1    | Inter Club d'Escaldes (C) | 52   | 24 | 15 | 7 | 2  | 41 | 14 | +27  | Ronda preliminar de la Liga de Campeones |
| 2    | FC Santa Coloma           | 51   | 24 | 15 | 6 | 3  | 48 | 12 | +36  | Ronda preliminar de la Liga Europa       |
| 3    | Engordany                 | 39   | 24 | 11 | 6 | 7  | 35 | 29 | +6   | Ronda preliminar de la Liga Europa       |
| 4    | Sant Julià                | 36   | 24 | 11 | 3 | 10 | 27 | 30 | −3   |                                          |

Actualizado a los partidos jugados el 23 de julio de 2020.
 Fuente: FAF
Notas:
1. ↑  Tras ganar la Copa Constitució 2020, el Inter Club d'Escaldes obtuvo un cupo para la Ronda preliminar de la Liga Europa 2020-21, pero al encontrarse clasificado ya para la Liga de Campeones por su posición de liga, el cupo de la copa pasó al tercer clasificado, el Engordany

#### Evolución de la clasificación
| Jornada / Equipo      | 22  | 23  | 24  |
| Jornada / Equipo      |     |     |     |
| --------------------- | --- | --- | --- |
| Inter Club d'Escaldes | 1.° | 1.° | 1.° |
| FC Santa Coloma       | 2.° | 2.° | 2.° |
| Engordany             | 3.° | 3.° | 3.° |
| Sant Julià            | 4.° | 4.° | 4.° |

### Tabla de resultados cruzados
| Local \ Visitante     | ENG | INT | SJU | SFC |
| --------------------- | --- | --- | --- | --- |
| Engordany             | —   | 0–0 | —   | —   |
| Inter Club d'Escaldes | —   | —   | 3–0 | —   |
| Sant Julià            | 1–2 | —   | —   | 0–2 |
| FC Santa Coloma       | 2–0 | 1–1 | —   | —   |

### Resultados
- Los horarios corresponden a la CET (Hora Central Europea) UTC+1 en horario estándar y UTC+2 en horario de verano.

| FC Santa Coloma | 1 - 1 | Inter Club d'Escaldes | Estadio Nacional                 | 16 de julio | 20:30 |
| Sant Julià      | 1 - 2 | Engordany             | Centre d'Entrenament de la FAF 1 | 16 de julio | 20:30 |

| Engordany  | 0 - 0 | Inter Club d'Escaldes | Centre d'Entrenament de la FAF 1 | 19 de julio | 19:30 |
| Sant Julià | 0 - 2 | FC Santa Coloma       | Estadio Nacional                 | 19 de julio | 19:30 |

| Inter Club d'Escaldes (C) | 3 - 0 | Sant Julià | Estadio Nacional                 | 23 de julio | 20:30 |
| FC Santa Coloma           | 2 - 0 | Engordany  | Centre d'Entrenament de la FAF 1 | 23 de julio | 20:30 |

## Ronda por la permanencia

### Clasificación
| Pos. | Equipo                  | Pts. | PJ | G  | E | P  | GF | GC | Dif. | Clasificación 2020–21                 |
| ---- | ----------------------- | ---- | -- | -- | - | -- | -- | -- | ---- | ------------------------------------- |
| 1    | UE Santa Coloma         | 39   | 24 | 11 | 6 | 7  | 34 | 26 | +8   |                                       |
| 2    | Atlètic Club d'Escaldes | 30   | 24 | 8  | 6 | 10 | 32 | 29 | +3   |                                       |
| 3    | Carroi                  | 12   | 24 | 3  | 3 | 18 | 14 | 42 | −28  | Promoción por la permanencia          |
| 4    | Ordino                  | 9    | 24 | 2  | 3 | 19 | 15 | 64 | −49  | Descenso a la Segona División 2020-21 |

Actualizado a los partidos jugados el 22 de julio de 2020.
 Fuente: FAF

### Evolución de la clasificación
| Jornada / Equipo        | 22  | 23  | 24  |
| Jornada / Equipo        |     |     |     |
| ----------------------- | --- | --- | --- |
| UE Santa Coloma         | 1.° | 1.° | 1.° |
| Atlètic Club d'Escaldes | 2.° | 2.° | 2.° |
| Carroi                  | 3.° | 3.° | 3.° |
| Ordino                  | 4.° | 4.° | 4.° |

### Tabla de resultados cruzados
| Local \ Visitante       | ATL | CAR | ORD | SUE |
| ----------------------- | --- | --- | --- | --- |
| Atlètic Club d'Escaldes | —   | —   | 5–0 | —   |
| Carroi                  | 0–2 | —   | —   | —   |
| Ordino                  | —   | 0–2 | —   | 0–5 |
| UE Santa Coloma         | 2–2 | 2–1 | —   | —   |

### Resultados
- Los horarios corresponden a la CET (Hora Central Europea) UTC+1 en horario estándar y UTC+2 en horario de verano.

| UE Santa Coloma | 2 - 2 | Atlètic Club d'Escaldes | Centre d'Entrenament de la FAF 1 | 15 de julio | 20:30 |
| Ordino          | 0 - 2 | Carroi                  | Estadio Nacional                 | 15 de julio | 20:35 |

| Carroi | 0 - 2 | Atlètic Club d'Escaldes | Centre d'Entrenament de la FAF 1 | 19 de julio | 11:00 |
| Ordino | 0 - 5 | UE Santa Coloma         | Estadio Nacional                 | 19 de julio | 11:00 |

| UE Santa Coloma         | 2 - 1 | Carroi | Centre d'Entrenament de la FAF 1 | 22 de julio | 20:30 |
| Atlètic Club d'Escaldes | 5 - 0 | Ordino | Estadio Nacional                 | 22 de julio | 20:35 |

## Promoción por la permanencia
El tercer equipo ubicado en la clasificación final de la Ronda por la permanencia disputaría una serie a doble partido, uno como visitante y otro como local, ante el  subcampeón de la Segunda División. El ganador de la eliminatoria participa  de la siguiente temporada de la Primera Divisió.
Aunque se suponía que los partidos se celebrarían los días 25 y 28 de julio de 2020, se pospusieron debido a un caso positivo de COVID-19 en el equipo de La Massana. Como resultado, la promoción se cambió a un solo partido.
| 1 de agosto de 2020, 10:00; | Carroi                                      | 4:1 (1:0) | La Massana      | Centre d'Entrenament de la FAF 1, Andorra la Vieja |             |
|                             | - Barroso 37' 66' - Rodas 83' - Martins 86' | Reporte   | - 80' Fernandez | Árbitro(s):                                        | Árbitro(s): |

## Tabla de goleadores
| Pos. | Jugador            | Club                  | Goles |
| ---- | ------------------ | --------------------- | ----- |
| 1    | Genís Soldevila    | Inter Club d'Escaldes | 16    |
| 2    | Bruno Lemiechevsky | Sant Julià            | 9     |
| 3    | Nico Medina        | FC Santa Coloma       | 7     |
| 3    | Àlex Martínez      | FC Santa Coloma       | 7     |